# Parochetus communis
Parochetus communis är en ärtväxtart som beskrevs av David Don. Parochetus communis ingår i släktet Parochetus och familjen ärtväxter. IUCN kategoriserar arten globalt som livskraftig. Inga underarter finns listade i Catalogue of Life.

## Bildgalleri

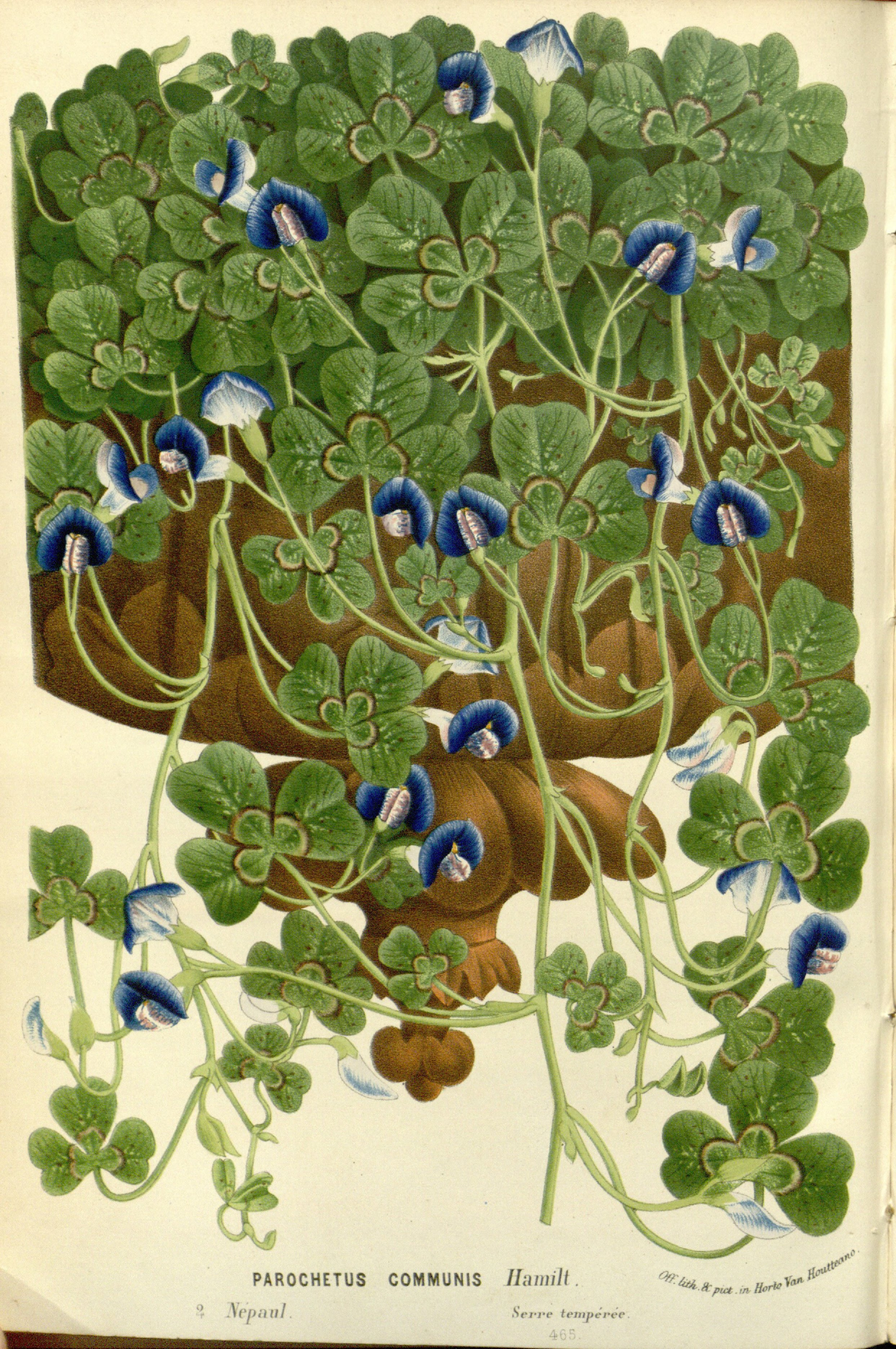
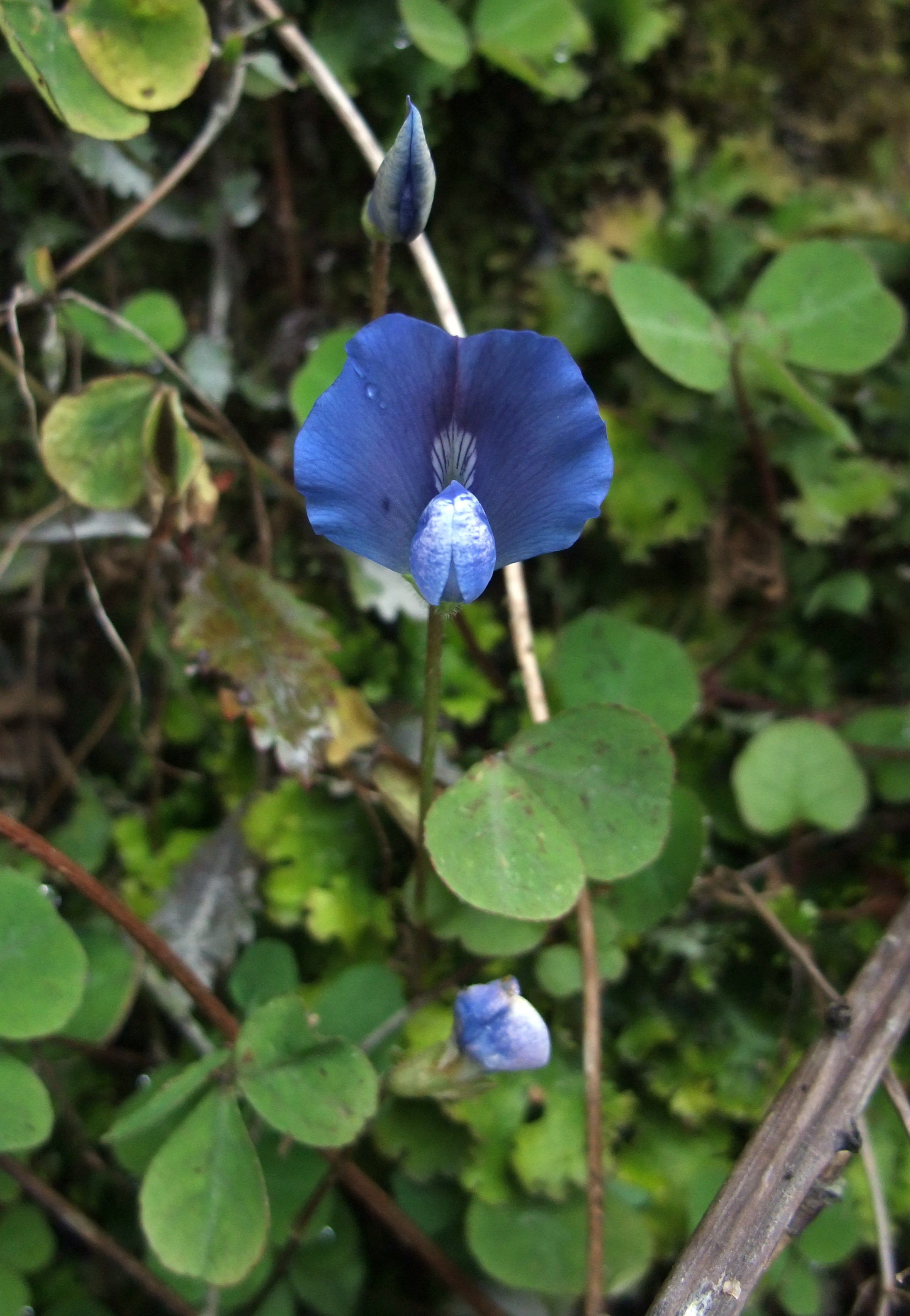
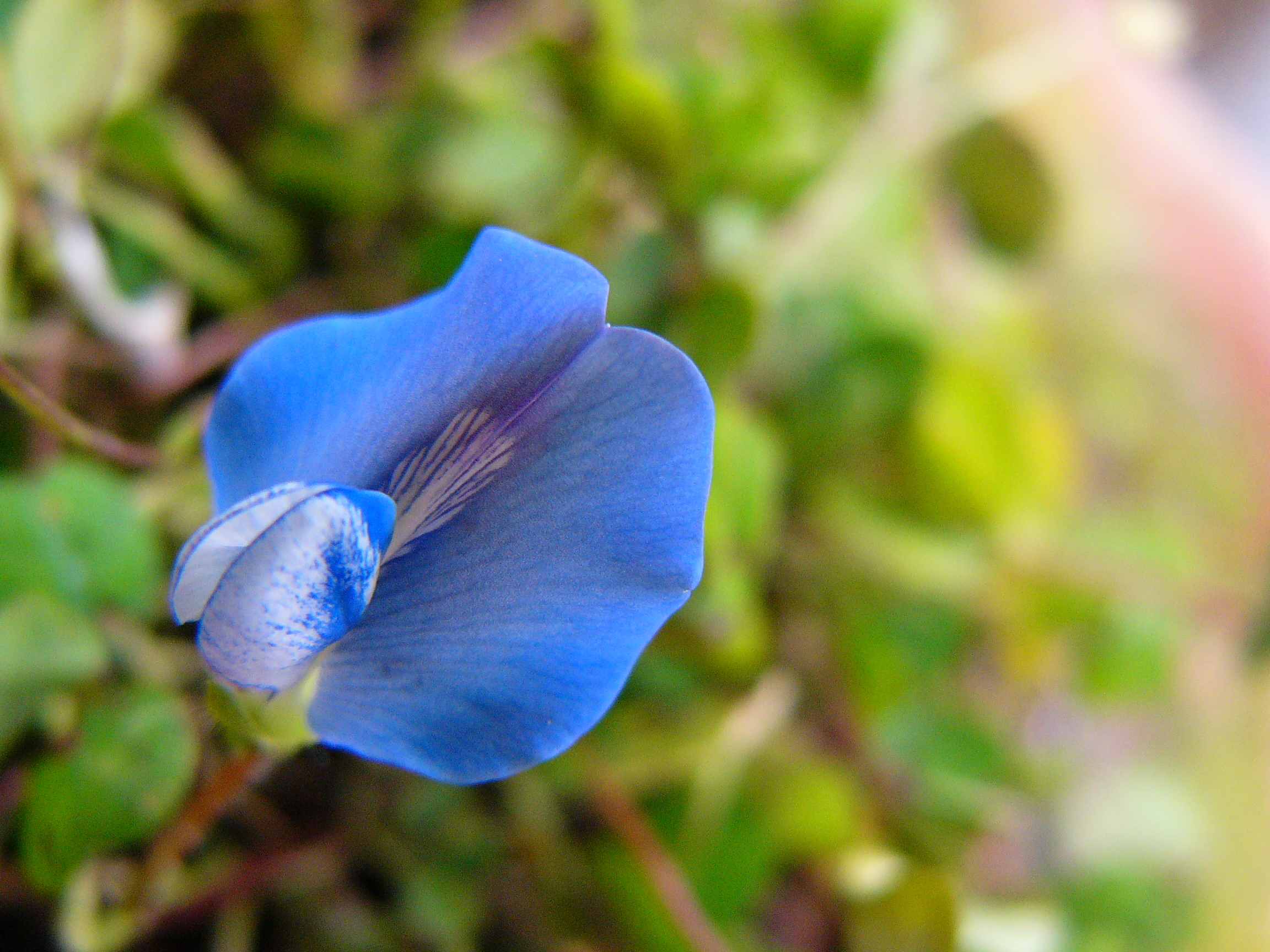
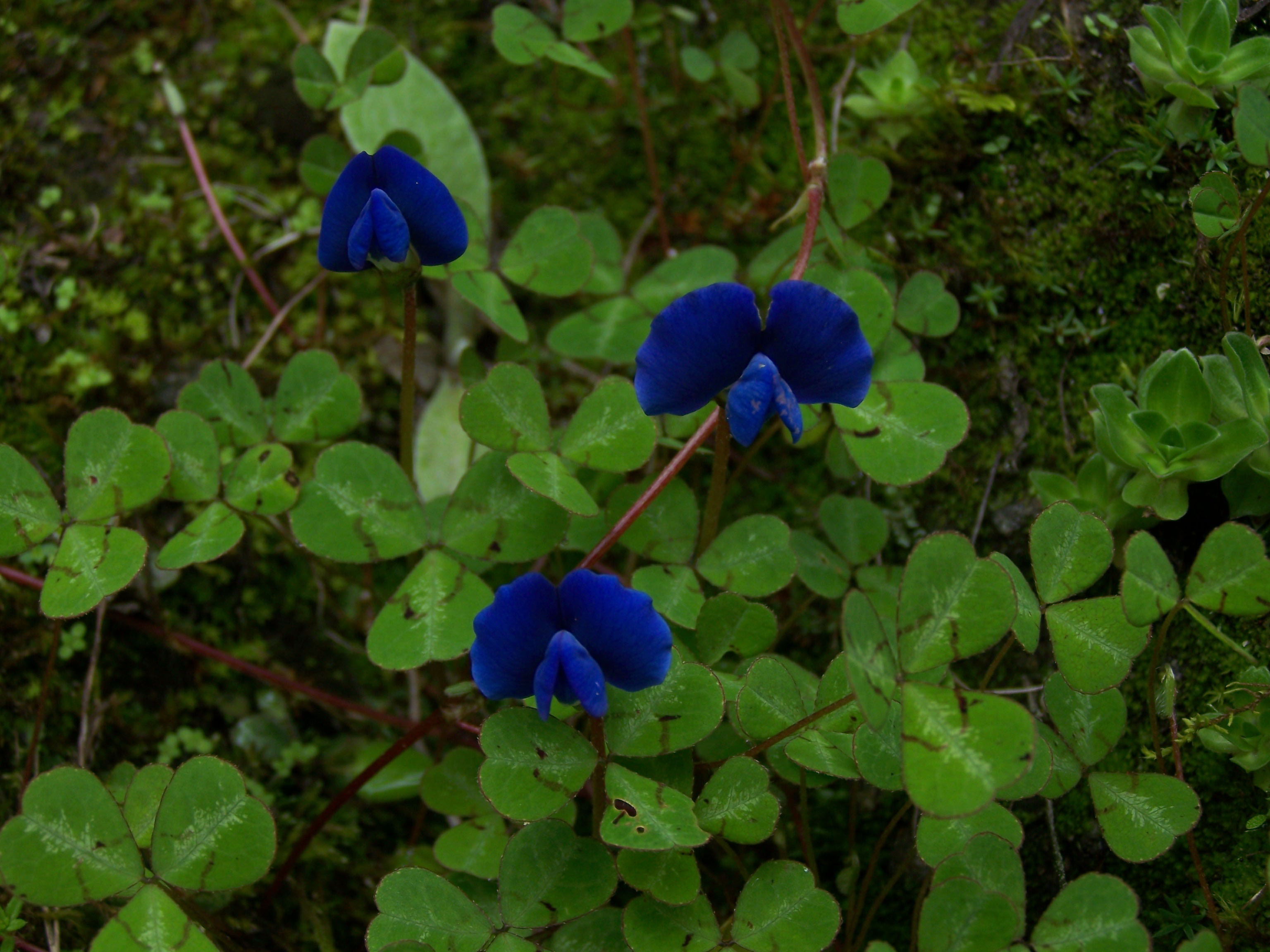
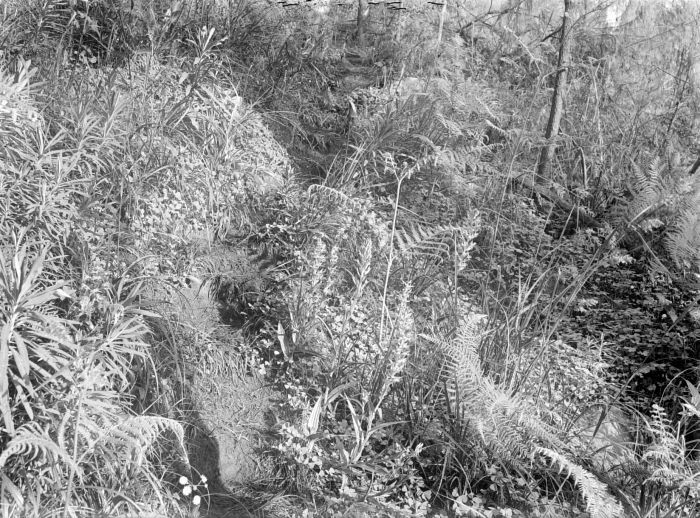